# Börjedalssjön
Börjedalssjön är en sjö i Uppsala kommun i Uppland och ingår i Norrströms huvudavrinningsområde.